# Vivabiancaluna Biffi
Pour les articles homonymes, voir Biffi.
Vivabiancaluna Biffi est une viéliste et chanteuse italienne.

## Biographie

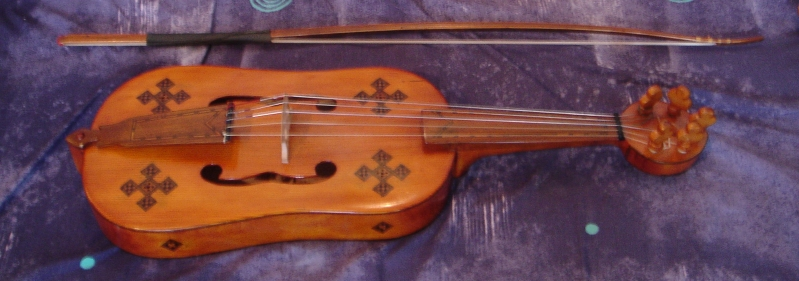
Reconstitution moderne d'une vièle d'après un tableau de Hans Memling.

Vivabiancaluna Biffi étudie la composition, l'histoire de la musique et le répertoire classique et moderne du violoncelle à Bergame, avec Marco Pace, Vilmos Leskò et Valeriano Sacchiero comme professeurs. Puis elle entre à la Schola Cantorum de Bâle, où elle se spécialise, auprès de Randall Cook, dans les instruments tels que la vièle médiévale et la viola d'arco ainsi que la viole de gambe de la Renaissance. Elle étudie également le chant avec Richard Levitt et Dominique Vellard. Elle s'intéresse aussi à la musique ethnique et expérimentale, et à son apport à la musique classique, ce qui la conduit à collaborer avec diverses productions théâtrales.
En 2005, elle devient professeure pour les formations de musique ancienne avec l'Ensemble Lucidarium (La Fabula d'Orfeo et le Codex Chantilly) et en 2006-2007, à la suite de la formation Orfeo de Poliziano, elle effectue une tournée européenne avec l’ensemble Lucidarium.
Elle tient régulièrement des master classes et stages au Centre de musiques médiévales de Paris, dans les Conservatoires de Lyon et de Genève et à la Schola Cantorum Basiliensis de Bâle où elle est invitée.
En 2018, avec Marc Mauillon, elle se produit en concert au Festival de Royaumont dans le cadre de la journée Amours courtois et lamentations.

## Discographie
- Guillaume de Machaut, L’amoureus Tourment - Marc Mauillon, voix, Vivabiancaluna Biffi, vièle, Pierre Hamon, flûtes, cornemuse  et direction (novembre 2005, Eloquentia EL0607)[5],[6] (Fiche sur medieval.org)
- Guillaume de Machaut, Le Remède de Fortune - Marc Mauillon, Pierre Hamon, Vivabiancaluna Biffi, Angélique Mauillon (novembre 2008, 2CD Eloquentia EL0918)[7] (Fiche sur medieval.org)
- Guillaume de Machaut, Mon Chant vous envoy - Marc Mauillon, Angélique Mauillon, Vivabiancaluna Biffi, Pierre Hamon (juillet 2012, Eloquentia EL1342) (Fiche sur medieval.org)
- Fermate il passo : tracing the origins of opera (2014, Arcana)[8]
- Martin Codax, Ondas, Cantigas de amigo[9] - Pierre Hamon et Vivabiancaluna Biffi (8-11 septembre 2014/19 juin 2015, SACD Arcana A390)